# Viqueque (município)
Viqueque (em tétum Vikeke) é um dos 13 municípios administrativos de Timor-Leste, localizado na costa sul da ilha. A nascente confina com Lautém, a norte com Baucau, a poente com Manatuto e a sul com o Mar de Timor.
Tem 70036 habitantes (Censo de 2010) e uma área de 1.781 km². A sua capital é a cidade de Viqueque.
O município de Viqueque é idêntico ao concelho do mesmo nome do tempo do Timor Português e inclui os postos administrativos de:
- Lacluta,
- Ossu,
- Uatolari (chamado Leça, no tempo dos portugueses),
- Uato Carabau
- Viqueque.

Para além das línguas oficiais do país, o tétum e o português, no município de Viqueque grande parte da população expressa-se também em macassai.

## Pontos turísticos

Bandeira da Viqueque

- Monte do Mundo Perdido, com 1775 metros (Possui uma Área Protegida)
- Grutas de Ossuroa
- Nascentes sulfurosas de Bé-Manas
- Vulcão de lama de Bibiluto

## Equipamentos
- Escola Secundária Geral Calixa (Suco de Uma qui’ik, posto administrativo Viqueque)